# نفرین اینکا
نفرین اینکا (به انگلیسی: Adventure B: Inca Curse) در سبک ماجرایی، توسط شرکت Artic Computing تولید و منتشر گردید. این بازی دومین نسخه از سری بازی‌های ماجرایی Artic می‌باشد. 

## گیم‌پلی
این بازی در یکی از جنگل‌های آمریکای جنوبی و نزدیک به یکی از معبدهای قدیمی اینکا آغاز می‌گردد. هدف این بازی نفوذ به داخل معبد و تصاحب گنج گمشده اینکا می‌باشد. درون معبد گنج‌های فراوانی وجود دارد که با بدست آوردن آنها به شما امتیاز داده می‌شود، شما در ضمن ماجراجویی‌های خود درون معبد به یک استخر، اتاق آتش و یک تالار قربانیان برخورد خواهید نمود. این بازی از هیچگونه گرافیک کامپیوتری استفاده نمی‌کند و فقط بااستفاده از متن باید این بازی را انجام دهید. لغات بکار رفته در این بازی ساده بوده و بازیباز باید با استفاده از کلمات مبتنی بر فعل و اسم، بازی را پیش ببرد.

## سیستم‌ها
این بازی در سال ۱۹۸۲ برای رایانه خانگی اسپکتروم و در سال ۱۹۸۴ برای کمودور ۶۴ و آمستراد سی پی سی منتشر گردید.